# Anna Jantar

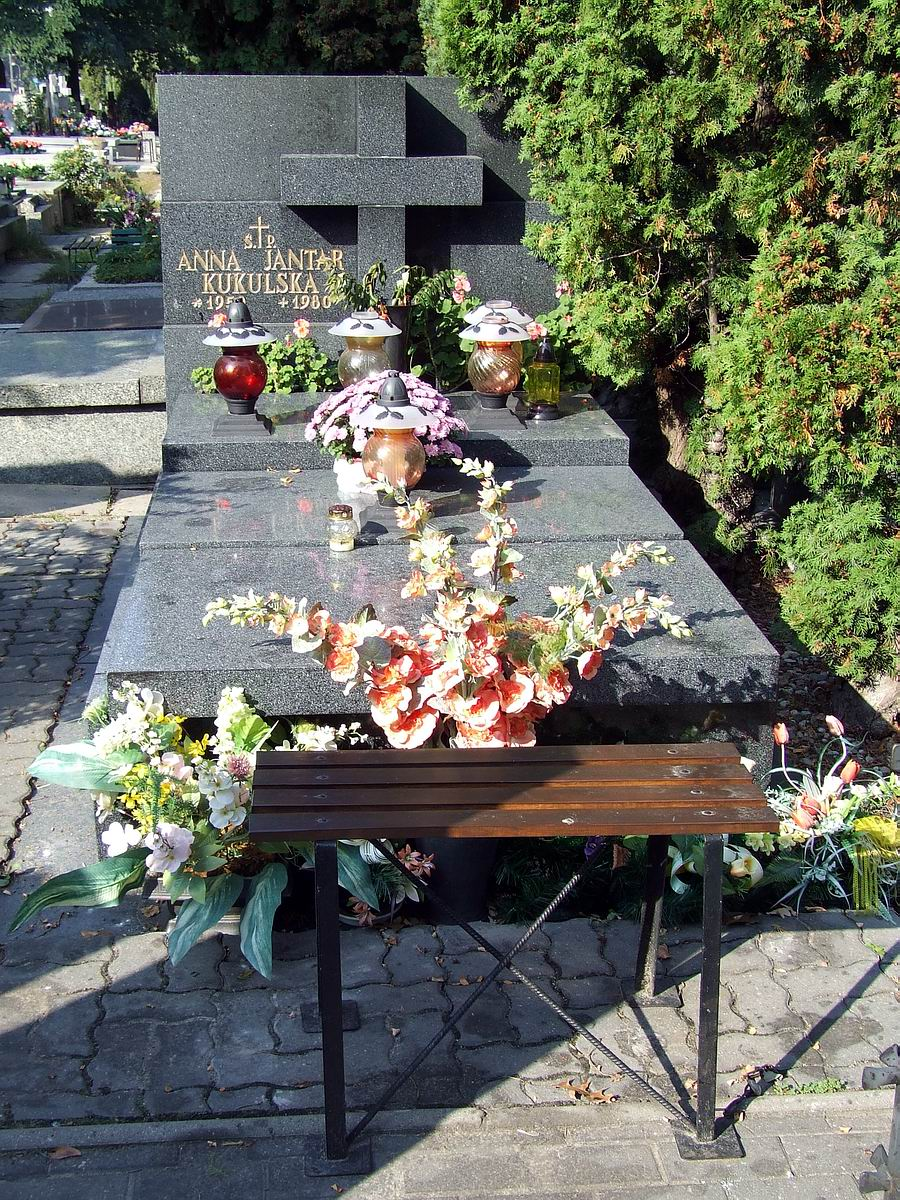
Hrob Anny Jantar

Anna Jantar, vlastním jménem Anna Maria Szmeterling, od 1971 také Anna Maria Kukulska (10. června 1950, Poznaň, Polsko – 14. března 1980, Varšava), byla polská zpěvačka.

## Životopis
V letech 1965–1969 navštěvovala Všeobecně vzdělávací lyceum Adama Mickiewicze a Střední hudební školu v Poznani. V roce 1969 složila přijímací zkoušku do státní Vyšší umělecké školy ve Varšavě, ale nebyla přijata pro nedostatek místa. Uměleckou kariéru začala v roce 1968. Spolupracovala s vokálně-instrumentální skupinou Polne Kwiaty. V poznaňském rádiu s nimi nahrála skladbu Po ten kwiat czerwony..
Od roku 1969 byla zpěvačkou skupiny Waganci, ve které vystupoval také Jaroslav Kukulski, její budoucí manžel. Z toho období pochází známá skladba Co ja w tobie widziałam. 11. dubna 1971 se v poznaňském kostele sv. Anny provdala za Jaroslava Kukulskiho.
V 70. letech 20. století patřila mezi přední polské zpěváky. V roce 1972, po složení zkoušky, zahájila sólovou kariéru s uměleckým pseudonymem Anna Jantar a stala se profesionální zpěvačkou.
V roce 1973 se zúčastnila KFPP v Opole, kde zazpívala svůj první sólový hit Najtrudniejszy pierwszy krok. Během své kariéry získala mnoho cen a ocenění na národních i mezinárodních festivalech. Spolupracovala s mnoha polskými umělci, mezi které patřili Stanislaw Sojka, Boguslaw Mec, Zbigniew Hołdys, Andrzej Tenard a mnoho jiných.

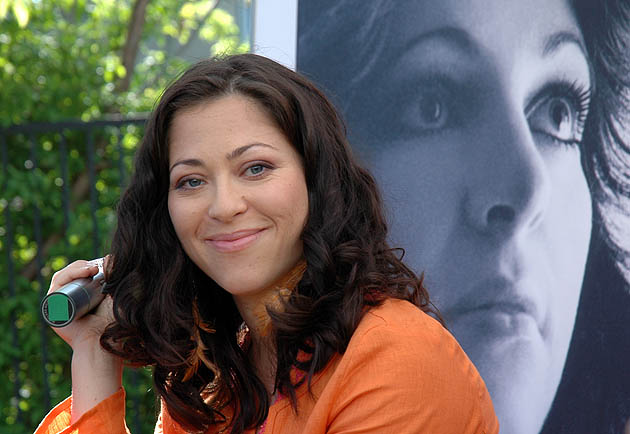
Natalia Kukulska před fotografií své matky

Byla matkou zpěvačky Natalie Kukulské.
Zahynula při leteckém neštěstí letadla Il-62 vracejícího se z New Yorku 14. března 1980.

## Diskografie

### Singly
- 1971 – Wszystkie koty w nocy czarne/Marzenia o marzeniach (Waganci)
- 1974 – Nastanie dzień/Tyle słońca w całym mieście
- 1975 – Staruszek świat/Dzień bez happy endu
- 1975 – Będzie dość/Za każdy uśmiech
- 1975 – Mój tylko mój/Dzień nadziei
- 1977 – Dyskotekowy bal/Zgubiłam klucz do nieba
- 1977 – Dyskotekowy bal/Kto umie tęsknić
- 1978 – Baju-baj proszę pana (Jambalaya)/Radość najpiękniejszych lat
- 1978 – Po tamtej stronie marzeń/Mój świat zawsze ten sam
- 1978 – Mój tylko mój/Mój świat zawsze ten sam
- 1978 – Kto powie nam/Dżinsowe maniery
- 1978 – Tylko mnie poproś do tańca/Let me stay/Nie wierz mi nie ufaj mi/Zawsze gdzieś czeka ktoś
- 1979 – Gdzie są dzisiaj tamci ludzie/Nie ma piwa w niebie
- 1979 – Hopelessly devoted to you/You're the one that I want (se Stanisławem Sojkou)
- 1985 – Wielka dama tańczy sama/Moje jedyne marzenie
- 2005 – Układ z życiem/Nic nie może wiecznie trwać

### Alba
- 1974 – Tyle słońca w całym mieście
- 1975 – Za każdy uśmiech
- 1979 – Zawsze gdzieś czeka ktoś
- 1980 – Anna Jantar